# Anabathmis
Anabathmis és un gènere d'ocells de la família dels nectarínids (Nectariniidae) que habita l'Àfrica central, des de Libèria fins al nord d'Angola, i a les illes de São Tomé i Príncipe.

## Llista d'espècies
Se n'han descrit tres espècies dins aquest gènere:
- Anabathmis hartlaubii - suimanga de Príncipe.
- Anabathmis newtonii - suimanga de Newton.
- Anabathmis reichenbachii - suimanga de Reichenbach.